# سينتر ولينغتون (أونتاريو)
سينتر ولينغتون، أونتاريو (بالإنجليزية: Centre Wellington) هي مدينة كندية تقع في مقاطعة أونتاريو. تبلغ مساحة هذه المدينة 407.3271 (كم²)، ويبلغ عدد سكانها 26049 نسمة حسب إحصاء سنة 2006 م، بينما كان يسكنها 24260 نسمة في سنة 2001 م. تحتل هذه المدينة المرتبة رقم 150 بين مدن كندا حسب عدد السكان والمرتبة رقم 60 في المقاطعة. نما عدد السكان في هذه المدينة بنسبة (7.4) بين العامين المذكورين.

## أعلام
- بيرت ليندسي
- لوري بودن

## وصلات خارجية
- الأطلس الحكومي لكندا
- إحصاءات كندا مع ساعة تعداد السكان نسخة محفوظة 23 مارس 2008 على موقع واي باك مشين.